# Aleksej Pokuševski
Aleksej Pokuševski (Belgrado, 26 de dezembro de 2001) é um jogador sérvio de basquete profissional que atualmente joga pelo Partizan, da Liga Sérvia de Basquete.
Pokuševski começou sua carreira nas divisões de base do Olympiacos da Liga Grega. Ele estreou pela equipe principal em 2018, aos 17 anos, tornando-se o jogador mais jovem da história do clube. Ele foi selecionado pelo Minnesota Timberwolves como a 17ª escolha geral no draft da NBA de 2020 e foi negociado com o Thunder.

## Início da carreira
Pokuševski cresceu em Novi Sad, onde começou a jogar basquete nos clubes locais: KK Kadet, KK NS Stars e Vojvodina. Em 2015, Pokuševski ingressou nas divisões de base do Olympiacos.

## Carreira profissional

### Olympiacos (2019–2020)
Em 19 de março de 2019, Pokuševski fez sua estreia na Euroliga com o Olympiacos em uma vitória por 89-69 sobre o Bayern de Munique. Ele registrou 1 ponto, 2 rebotes e 1 assistência em um minuto jogado durante o jogo. Aos 17 anos e 83 dias, Pokuševski se tornou o mais jovem jogador do Olympiacos na Euroliga.
Para a temporada de 2019-20, Pokuševski foi designado para jogar na Liga A2, a segunda divisão do país, com a equipe reserva do Olympiacos. Durante a temporada, ele perdeu quase 3 meses de jogo, devido a uma lesão no joelho.
Pokuševski foi titular em oito de suas 11 jogos na A2 e teve médias de 10,8 pontos, 7,9 rebotes, 3,1 assistências, 1,3 roubadas de bola e 1,8 bloqueios em 23,1 minutos. No meio da temporada, o Olympiacos sofreu lesões e Pokuševski foi convocado para a equipa sénior. Ele jogou dois minutos em seu único jogo da EuroLeague da temporada, antes da temporada ser suspensa devido à pandemia de COVID-19.
Em 24 de abril de 2020, Pokuševski se declarou para o draft da NBA de 2020. Após a seleção no draft da NBA, ele deixou o Olympiacos em 24 de novembro de 2020.

### Oklahoma City Thunder (2020–2024)
Pokuševski foi selecionado pelo Minnesota Timberwolves como a 17ª escolha geral no draft da NBA de 2020, tornando-se o jogador mais jovem selecionado no draft. Dois dias após o draft em novembro de 2020, seus direitos de draft foram negociados com o Oklahoma City Thunder em uma troca de três equipes. Em 9 de dezembro de 2020, Pokuševski assinou um contrato de 4 anos e U$14.3 milhões com o Thunder.
Em sua temporada de estreia, Pokuševski era o jogador ativo mais jovem da NBA. Em 14 de março, ele fez seu primeiro jogo como titular na NBA e registrou 23 pontos e 10 rebotes na vitória por 128-122 sobre o Memphis Grizzlies, tornando-se o terceiro novato do Thunder (depois de Russell Westbrook e Darius Bazley) a ter um duplo-duplo de 20-10. Aos 19 anos e 78 dias, ele se tornou o jogador mais jovem da história da franquia a marcar mais de 20 pontos, ao mesmo tempo em que estabeleceu o recorde de ser o jogador mais jovem da história da liga com mais de 20 pontos, mais de 10 rebotes e mais de 5 cestas de 3 em um jogo. Pokuševski também se tornou o segundo jogador mais jovem da história da NBA a fazer cinco arremessos de 3 pontos em um jogo atrás apenas de LeBron James em 2004.
Em 3 de abril de 2022, Pokuševski registrou seu primeiro triplo-duplo na NBA com 17 pontos, 10 rebotes e 12 assistências na vitória por 117-96 sobre o Phoenix Suns, tornando-se o sétimo jogador do Thunder e o 12º jogador mais jovem da história da NBA a conseguir um triplo-duplo.
Em 22 de novembro de 2022, Pokuševski registrou 16 pontos e 14 rebotes durante uma derrota por 126-122 para o Boston Celtics. De dezembro de 2022 a março de 2023, ele não pôde jogar devido a uma fratura do planalto tibial na perna esquerda.
Em 23 de fevereiro de 2024, Pokuševski foi dispensado pelo Thunder.

### Charlotte Hornets (2024–presente)
Em 28 de fevereiro de 2024, Pokuševski assinou um contrato até o fim da temporada com o Charlotte Hornets. Em 9 de março de 2024, ele retornou à NBA.

## Carreira na seleção
Pokuševski foi membro da Seleção Sérvia Sub-17 que disputou a Copa do Mundo Sub-17 de 2018 na Argentina. Em sete jogos do torneio, ele teve médias de 7,7 pontos, 8,3 rebotes, 1,6 assistências e 3,0 bloqueios.
Ele também jogou no EuroBasket Sub-18 de 2019 em Volos, Grécia. Em sete jogos do torneio, ele teve médias de 10,0 pontos, 7,2 rebotes, 3,7 assistências, 2,7 roubadas de bola e 4,0 bloqueios.
Inicialmente na lista preliminar da Sérvia para o EuroBasket de 2022, Pokuševski foi cortado do elenco devido à desaprovação do Thunder.

## Estatísticas da carreira

### NBA

#### Temporada regular
| Ano      | Equipe        | PJ  | PT | MPJ  | AP   | 3P   | LL   | RT  | AS  | BR | TO  | PPJ |
| -------- | ------------- | --- | -- | ---- | ---- | ---- | ---- | --- | --- | -- | --- | --- |
| 2020–21  | Oklahoma City | 45  | 28 | 24.2 | .341 | .280 | .738 | 4.7 | 2.2 | .4 | .9  | 8.2 |
| 2021–22  | Oklahoma City | 61  | 12 | 20.2 | .408 | .289 | .700 | 5.2 | 2.1 | .6 | .6  | 7.6 |
| 2022–23  | Oklahoma City | 34  | 25 | 20.6 | .434 | .365 | .629 | 4.7 | 1.9 | .6 | 1.3 | 8.1 |
| 2023–24  | Oklahoma City | 10  | 0  | 6.0  | .250 | .182 | .500 | 1.0 | .5  | .1 | .1  | 1.2 |
| 2023–24  | Charlotte     | 18  | 0  | 19.2 | .429 | .364 | .757 | 4.4 | 1.7 | .8 | .7  | 7.4 |
| Carreira | Carreira      | 168 | 65 | 18.0 | .372 | .296 | .664 | 4.0 | 1.6 | .5 | .7  | 6.5 |

### EuroLeague
| Ano      | Equipe     | PJ | PT | MPJ | AP   | 3P   | LL   | RT  | AS | BR | TO | PPJ |
| -------- | ---------- | -- | -- | --- | ---- | ---- | ---- | --- | -- | -- | -- | --- |
| 2018–19  | Olympiacos | 2  | 0  | 2.9 | .000 | .000 | .500 | 1.0 | .5 | .5 | .0 | .5  |
| 2019–20  | Olympiacos | 1  | 0  | 2.0 | .000 | —    | —    | .0  | .0 | .0 | .0 | .0  |
| Carreira | Carreira   | 3  | 0  | 2.4 | .000 | .000 | .500 | .5  | .2 | .2 | .0 | .2  |

## Vida pessoal
A família de Pokuševski é originária de Pristina. Devido à Guerra do Kosovo em 1999, sua família fugiu para Podgorica (hoje em Montenegro), e depois mudou-se para Belgrado, onde Pokuševski nasceu em 2001. Depois disso, Pokuševski e sua família se mudaram permanentemente para Novi Sad.
Depois de assinar um contrato com o Olympiacos, Pokuševski mudou-se para a Grécia aos 13 anos. Ele contava como um jogador nativo, já que começou a jogar em competições gregas antes dos 14 anos. Ele era elegível para representar a Sérvia ou a Grécia em competições de seleções e escolheu representar a Sérvia. Seu pai, Saša Pokuševski, é ex-jogador e treinador profissional de basquete.
Pokuševski é fã do Partizan.